# Pegomya disticha
Pegomya disticha är en tvåvingeart som beskrevs av Griffiths 1983. Pegomya disticha ingår i släktet Pegomya och familjen blomsterflugor. Inga underarter finns listade i Catalogue of Life.